# Paul Hindemith
Paul Hindemith (n. 16 noiembrie 1895, Hanau, Imperiul German – d. 28 decembrie 1963, Frankfurt am Main, RFG) a fost compozitor german, violist, violonist, dirijor, pedagog și teoretician muzical.

## Biografie
Născut la Hanau, în Germania, Hindemith a învățat să cânte la vioară încă din fragedă copilărie. A intrat la Conservatorul din Frankfurt am Main unde a studiat vioara cu Adolf Rebner, dirijatul si compoziția sub indrumarea lui Arnold Mendelssohn si a lui Bernhard Sekles. A fost concert-maestru Orchestrei din Frankfurt Frankfurter Museumsorchester din 1915 până în 1923 și a cântat în cvartetul lui Rebner String Quartet din anul 1914 vioara a 2-a, iar apoi viola. În 1921 a fondat Cvartetul Amar, numit astfel după unul din membrii săi, violonistul Licco Amar. Inițiativa întemeierii acestei formații de cameră a luat-o cu ocazia festivalului Donaueschingen din 1921, ea ființând până în 1929.
În 1922, câteva din piesele lui au fost auzite la festivalul Societății Internaționale pentru Muzică Contemporană la Salzburg, ceea ce l-a adus pentru prima dată în atenția unui public internațional. În anul următor a început să lucreze ca organizator al Festivalului Donaueschingen, unde a programat lucrări ai unor compozitori avangardiști, printre care Anton Webern și Arnold Schoenberg. Din anul 1927 a predat la Berliner Hochschule für Musik în Berlin. În perioada anilor 1930 a făcut o vizită la Cairo și mai multe vizite la Ankara unde, la invitația lui Atatürk, a avut misiunea de a reorganiza educația muzicală în Turcia, și a început înființarea Turkish State Opera and Ballet. Către sfârșitul anilor 1930, el a făcut mai multe turnee în America în calitate de solist la violă și viola d'amore.
Relația lui Hindemith cu Naziștii este una complicată: unii dintre ei i-au condamnat muzica, ca fiind "degenerată" (în mare masură cu privire la primele sale opere cu caracter sexual, cum ar fi Sancta Susanna ), și pe 6 decembrie 1934, în timpul unui discurs ținut la Berlin Sports Palace, Ministrul Propagandei din Germania, Joseph Goebbels, l-a denunțat în mod public pe Hindemith ca fiind “un producător atonal de zgomot.” Alții totuși credeau că el ar putea oferi Germaniei un exemplu de compozitor german modern, care, până la această oră, compunea muzică bazată pe tonalitate și cu dese referințe la muzica folk ; pledoaria dirijorului Wilhelm Furtwängler făcută în favoarea lui Hindemith și publicată în 1934 merge exact pe această linie. Controversa asupra lucrărilor sale a continuat în anii 1930, Hindemith intrând și iesind din grațiile ierarhiei naziste ; în cele din urmă a emigrat în Elveția în anul 1938 (în parte datorită faptului că soția sa era evreică), iar între timp depusese juramant lui Hitler, acceptase un comision pentru a compune muzica unui eveniment Luftwaffe (cu toate că nu s-a concretizat niciodată), ținut pentru concertele oficialilor naziști, și a acceptat un post în Reich Music Chamber. Această parte a vieții lui Hindemith a fost până de curând lăsată deoparte de către istorici (cum ar fi Skelton sau Kemp), care au încercat în cea mai mare parte să-i valorifice convingerile anti naziste.
În 1935, Hindemith a fost însărcinat de către guvernul Turciei să reorganizeze educația muzicală din această țară, și, mai precis, i se dăduse sarcina de a pregăti material pentru “Programul Universal și Turcesc de Educație Muzicală Polifonică”, pentru toate instituțiile din Turcia care aveau legătură cu muzica, ceea ce a și realizat în aplauzele generale. Această evoluție pare să fi fost susținută de regimul nazist: l-au îndepărtat convenabil din calea lor, dar, în același timp, a propagat o idee germană a istoriei și educației muzicale. (Hindemith însuși a spus că el credea că a fost un ambasador pentru cultura germană.) Hindemith nu a rămas în Turcia la fel de mult ca și ceilalți emigranți. Cu toate acestea a influențat foarte mult dezvoltarea vieții muzicale în Turcia ; Conservatorul de Stat din Ankara datorează mult eforturilor sale. De fapt, Hindemith a fost privit ca “un adevarat maestru” de către tinerii muzicieni din Turcia, fiind apreciat și respectat foarte mult.  Arhivat în 3 ianuarie 2007, la Wayback Machine.
În 1940, Hindemith a emigrat în Statele Unite. Conform criticilor ca Ernest Ansermet (1961, nota de la p. 42 adăugată la eratăa, pe măsură ce își codifica limbajul muzical, învățăturile și compozițiile sale începeau să fie influențate de propriile teorii. Odată ajuns în Statale Unite, a predat la Universitatea Yale unde a avut elevi remarcabili ca Lukas Foss, Norman Dello Joio, Mel Powell, Harold Shapero, Hans Otte, Ruth Schonthal, și regizorul de film George Roy Hill câștigător al premiului Oscar. În acest timp el a ținut Prelegerile lui Charles Eliot Norton la Harvard, din care a fost extrasă cartea A Composer's World, (Hindemith 1952). A devenit cetățean American în 1946, dar a revenit în Europa în 1953, locuind și predând la universitatea din Zürich. Spre sfârșitul vieții s-a aplecat mai mult asupra activității de dirijor, făcând numeroase înregistrări, mare parte din propria sa muzică. În anul 1962 i sa acordat Premiul Balzan.
Hindemith a murit la Frankfurt am Main de pancreatită acută la vârsta de 68 de ani.

### Sistemul muzical al lui Hindemith
Cea mai mare parte a muzicii lui Hindemith utilizează un sistem care este tonal, dar non-diatonic. Similar muzicii tonale, există un centru tonal și modulații de la un centru tonal la altul; totuși, cele 12 sunete sunt utilizate liber, fără a fi organizate în scări tonale. Hindemith chiar a rescris unele dintre lucrările sale după ce a dezvoltat acest sistem. One of the key features of his system is that he ranks all musical intervals of the 12-tone equally tempered scale from the most consonant to the most dissonant. He classifies chords in six categories, on the basis of how dissonant they are, whether or not they contain a tritone, and whether or not they clearly suggest a root or tonal center. Hindemith's philosophy also encompasses melody—Hindemith strives for melodies that do not clearly outline major or minor triads.
La sfârșitul anilor 1930, Hindemith a scris cartea The Craft of Musical Composition (Hindemith 1937–70), care descrie în amănunt acest sistem. Descria tehnica compozițională pe care Hindemith a folosit-o în timpul anilor 1930, și pe care va continua să o folosească pentru tot restul viețtii.  Hindemith pleda de asemenea pentru acest sistem, ca fiind o modalitate de întelegere și analizare a structurii armonice a altui stil muzical, susținând ca are o abordare mai amplă decât tradiționala abordare numerală romană a coardelor (o abordare care este puternic legată de gama diatonică). În aceași carte, Hindemith folosește sistemul pentru a-și analiza propria muzică, alături de muzica lui J.S. Bach, și chiar a lui Arnold Schoenberg.

## Lucrări
Puteți vedea lista compozițiilor de Paul Hindemith List of compositions by Paul Hindemith și lista operelor lui Hindemith List of operas by Hindemith.

## Lucrari pedagogice
- Unterweisung im Tonsatz, 3 vols. (Mainz: Schott, 1937–70) [English edition, as The Craft of Musical Composition, vol. 1: Theoretical Part, trans. by Arthur Mendel (New York: Associated Music Publishers; London: Schott, 1942) & vol. 2: Exercises in Two-Part Writing, trans. by Otto Ortmann (New York: Associated Music Publishers; London: Schott, 1941)]
- A Concentrated Course in Traditional Harmony (1943)
- Elementary training for Musicians (1946)

## Discipoli
| - Samuel Adler - Violet Archer - Irwin Bazelon - Charles L. Bestor - Easley Blackwood Jr. - Arnold Cooke | - Norman Dello Joio - Emma Lou Diemer - Alvin Etler - Harald Genzmer - Bernhard Heiden - Andrew Hill | - Ulysses Kay - Mitch Leigh - Walter Leigh - Willson Osborne - William P. Perry - Mel Powell | - John Donald Robb - Oskar Sala - Harold Shapero - Alan Shulman - Joseph Tal - Francis Thorne |

## Înregistrări
Toate lucrările pentru orchestră compuse de
Hindemith au fost inregistrate de dirijorul german Werner Andreas Albert.

## Festivalul Hindemithon
Anual, se desfășoară un festival închinat muzicii lui Hindemith Hindemithon, la Universitatea William Paterson din Wayne, New Jersey.